# Tipula (Yamatotipula) kamikochiensis
Tipula (Yamatotipula) kamikochiensis is een tweevleugelige uit de familie langpootmuggen (Tipulidae). De soort komt voor in het Palearctisch gebied.